# 新永春隧道
新永春隧道位於臺灣鐵路管理局北迴線永樂至東澳間，2003年7月通車，全長4,460公尺，為單線隧道，隧道內的軌道仍為道碴式路基，現在屬於北迴線之（西正線）。
與本隧道平行的永春隧道，於1979年完工、1980年通車，全長4,020.5公尺，為單線隧道，新永春隧道通車後沿用，現在屬於北迴線之（東正線）繼續使用中，兩隧道均穿越中央山脈東澳嶺。

## 沿革

### 永春隧道（第一代隧道）
1973年5月，時任中華民國行政院院長蔣經國指示興建蘇澳南聖湖（今蘇澳新站）～花蓮新站間之北迴線鐵路，同年11月由臺灣省政府報請行政院核准，並列入十大建設當中，12月25日北迴線由花蓮與蘇澳兩地動工，在永樂＝東澳間開挖永春隧道穿越中央山脈東澳嶺，行政院國軍退除役官兵就業輔導委員會榮民工程處承建，1976年10月10日開工，全長4,020.5公尺，為增加施工工作面，於本坑8K+740處開挖189.69公尺斜坑一處。
永春隧道為單線鐵路隧道，由兩端向中間施工，前2年以大約翰開挖機開鑿。隧道南端長240公尺路段於河床下方30餘公尺通過，施工時靠北部分長74公尺，在上游採用深井抽水，降低地下水位，同時用灌漿固結工法施工，其餘部分無大量湧水，則採用半斷面法施工，於1978年9月完成全部襯砌。但隨即於同年10月10日～13日遭遇婀拉颱風，山洪暴發，地下水大增，河床下部的隧道側壁與仰拱受壓裂達524公尺致大量湧水，最後決定將原隧道加固以能承受每平方公分5公斤重之水壓，隧道內部分路段改建為坑式軌道並加建排水隧道，解決地下水排水問題。
本隧道於1979年5月28日貫通，由臺灣省交通處常撫生處長與日本鹿島建設代表共同主持貫通典禮，同年10月20日隧道竣工，鋪設傳統道碴式軌道（湧水段為坑式軌道），並隨著北迴線北段蘇澳新站～和平間於1980年2月1日通車而啟用。

### 新永春隧道（第二代隧道）
北迴線自1980年2月1日全線通車營運以來，帶動臺灣東西部交流及互動，東部觀光事業、天然資源之陸續開發，客貨運量急速增加，致使原有單線鐵路不敷使用，每逢重要節慶及假日，一票難求。於是中華民國政府自1992年12月起，開始進行北迴線雙軌化、重軌化、電氣化與號誌控制等路線改良工程，以利疏運更多的旅客及貨運。
本工程在永樂＝東澳間於原既有永春隧道西側闢建新永春隧道，1994年開工，工信工程公司承建，原訂於2000年2月完工，但因1998年10月連續遇上瑞伯颱風與芭比絲颱風過境，出現大量湧水及落石，掩埋已開挖完成隧道550公尺長，造成工程進度嚴重落後。在施工單位設法開設迂迴坑，並引進熱瀝青灌漿止水，方才成功控制湧水問題。隧道於2002年9月5日貫通，2003年7月4日正式通車。

## 周邊
- 東岳湧泉
- 台九線（蘇花改善公路）東澳隧道
- 露境東岳戶外探險露營區
- 八福原地露營區
- 蜜兒薩露營區
- 太白山礦場
- 東澳國小
- 東澳車站
- 永春車站
- 永樂車站
- 蘇澳玉尊宮

## 外部連結
- 東部鐵路改善工程新永春隧道簡介[永久]
- 獨立特派員184集{新永春啟示錄}
- 台灣有史以來最大巨量湧水新永春隧道災變處理 （页面存档备份，存于）